# Landmaschinenbau Döbeln

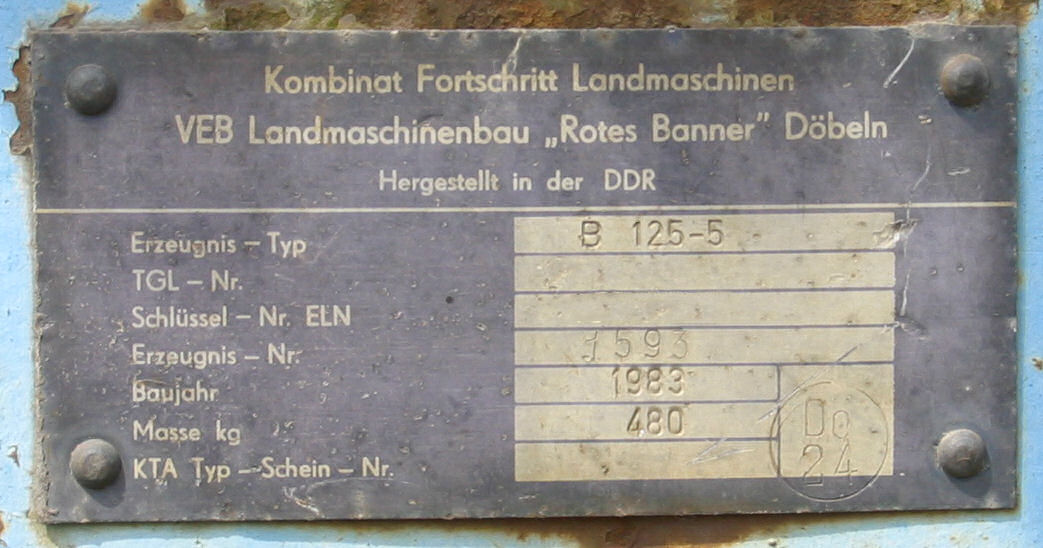
Typenschild eines Pfluges aus dem VEB Landmaschinenbau „Rotes Banner“ Döbeln im Kombinat Fortschritt Landmaschinen

Der Landmaschinenbau Döbeln entstand als Nachfolger des 1861 gegründeten Unternehmens, das ab 1875 als „Fabrik landwirtschaftlicher Maschinen Firma Franz Richter“ firmierte. Es hatte sich in der Folgezeit mit einem breiten Erzeugnissortiment auf den Gebieten Bodenbearbeitung und Erntetechnik zu einem bedeutenden Landmaschinenhersteller in Deutschland entwickelt. In den Kriegsjahren beherrschte jedoch Rüstungsproduktion das Geschehen. 1945 wurden die Maschinen und Ausrüstungen weitgehend demontiert. 1946 erfolgte die Enteignung und Überführung in Volkseigentum. Ab 1947 wurden wieder Landmaschinen produziert.

## Geschichte
1948 erhielt die Landmaschinenfabrik den Namen VEB Landmaschinenbau „Rotes Banner“ Döbeln und wurde mit ihren etwa 400 Beschäftigten der VVB Land-, Bau- und Holzbearbeitungsmaschinen zugeordnet. Danach wurden vorübergehend Straßenbaumaschinen produziert. Ab 1953 kam der Betrieb zur neu gebildeten Hauptverwaltung Landmaschinenbau und wurde für die Entwicklung und Produktion von Landtechnik profiliert.

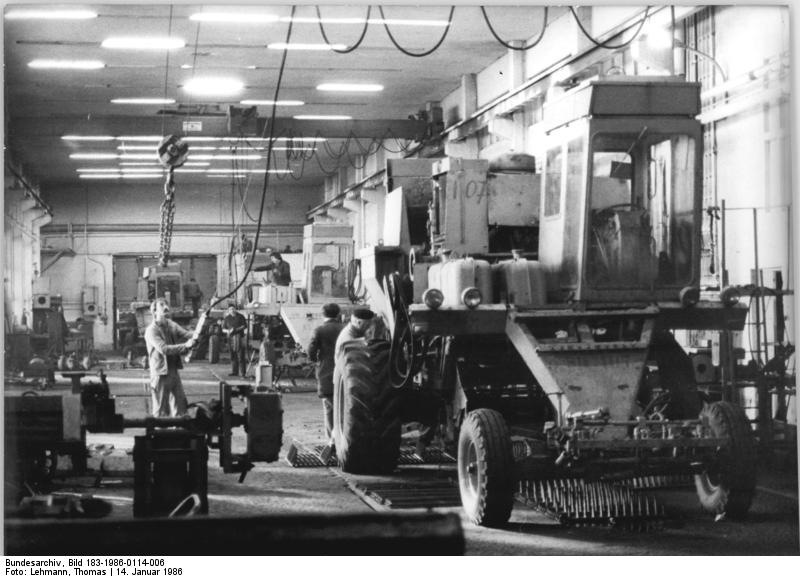
Mehrere Rübenrodelader KS 6 im Kreisbetrieb für Landtechnik Merseburg, 1986

Von 1970 bis 1978 gehörte der Betrieb zum Weimar-Kombinat. Mitte der 1970er Jahre wurden ihm kleinere Betriebe in Naunhof, Frankenberg, Neuensalz, Reichenbach, Großvoigtsberg und Großschirma als Betriebsteile zugeordnet. Die Anzahl der Beschäftigten stieg damit auf etwa 1.000. In dieser Zeit entwickelte sich die Baugruppenproduktion im Rahmen des Gemeinschaftsprojektes Selbstfahrender Rübenrodelader KS 6 mit der UdSSR (Finalproduktion in der Ukraine) zum Schwerpunkt. Ab 1978 war der Landmaschinenbau Döbeln Bestandteil des Kombinates Fortschritt Landmaschinen. Durch die Zusammenarbeit bei der Entwicklung und Fertigung der KS-6-Baugruppen war er bis 1984 dem Kombinatsbetrieb Bodenbearbeitungsgeräte Leipzig zugeordnet. Zu diesem Kombinatsbetrieb wechselten 1978 auch die Betriebsteile Großvoigtsberg und Großschirma.
1985 erfolgte der Zusammenschluss des Landmaschinenbau Döbeln mit dem Dämpferbau Lommatzsch zum VEB Landmaschinen- und Dämpferbau Döbeln mit der Zielrichtung, diesen Betrieb als Kabinenproduzenten des Kombinates Fortschritt Landmaschinen zu profilieren. In dieser Formation hatte das Unternehmen Ende der 1980er Jahre einen Umsatz von etwa 175 Mio. DDR-Mark und zählte 1.220 Beschäftigte, von denen 630 im Hauptwerk Döbeln und 460 im Werk Lommatzsch und 130 in den Betriebsteilen tätig waren.
Aus dem Werk Döbeln entstand 1990 die Firma Matec GmbH, die sich vor allem in der Entwicklung und Produktion von Fahrerkabinen für Land- und Baumaschinen betätigte. Das Unternehmen wurde 1994 von der Salzgitter Maschinenbau AG (SMAG) übernommen. Im Jahr 2018 übernahm die finnische MSK Group das Unternehmen von der SMAG.

## Erzeugnisse

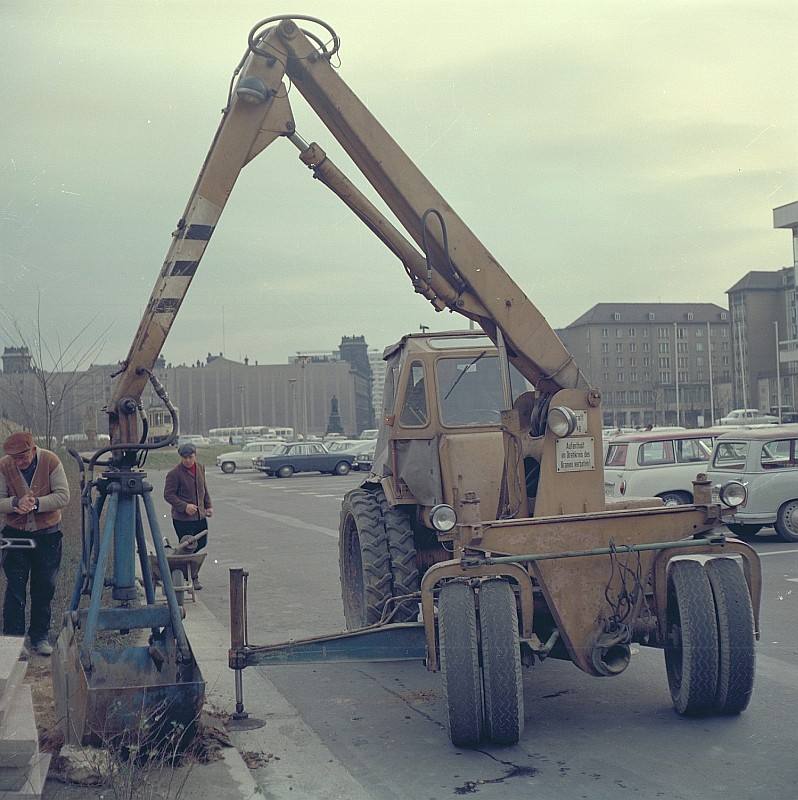
Lader T 157, Variante „sonstige Industriezweige“
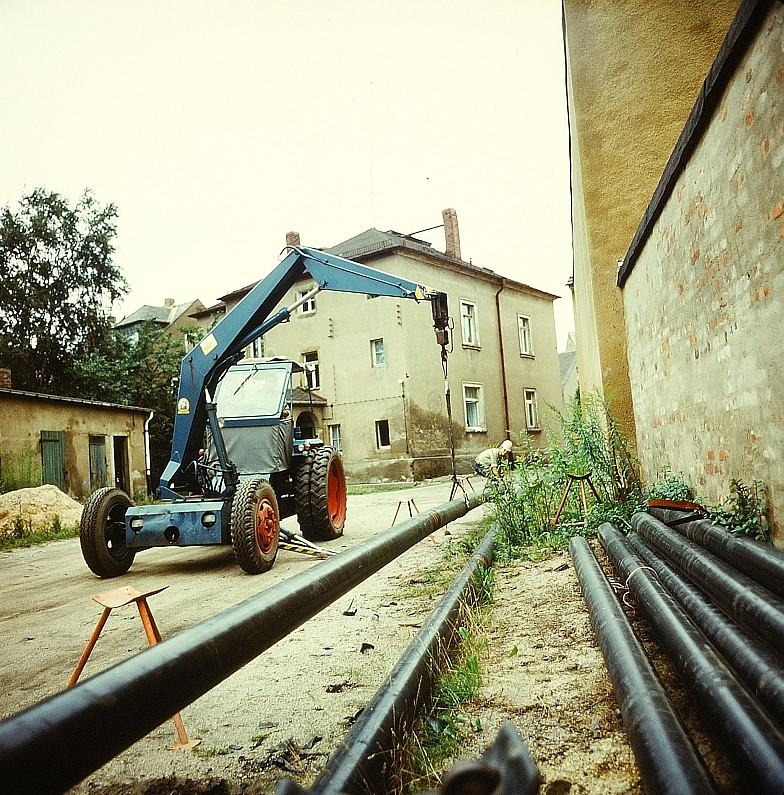
Weiterentwickelter T 157-2
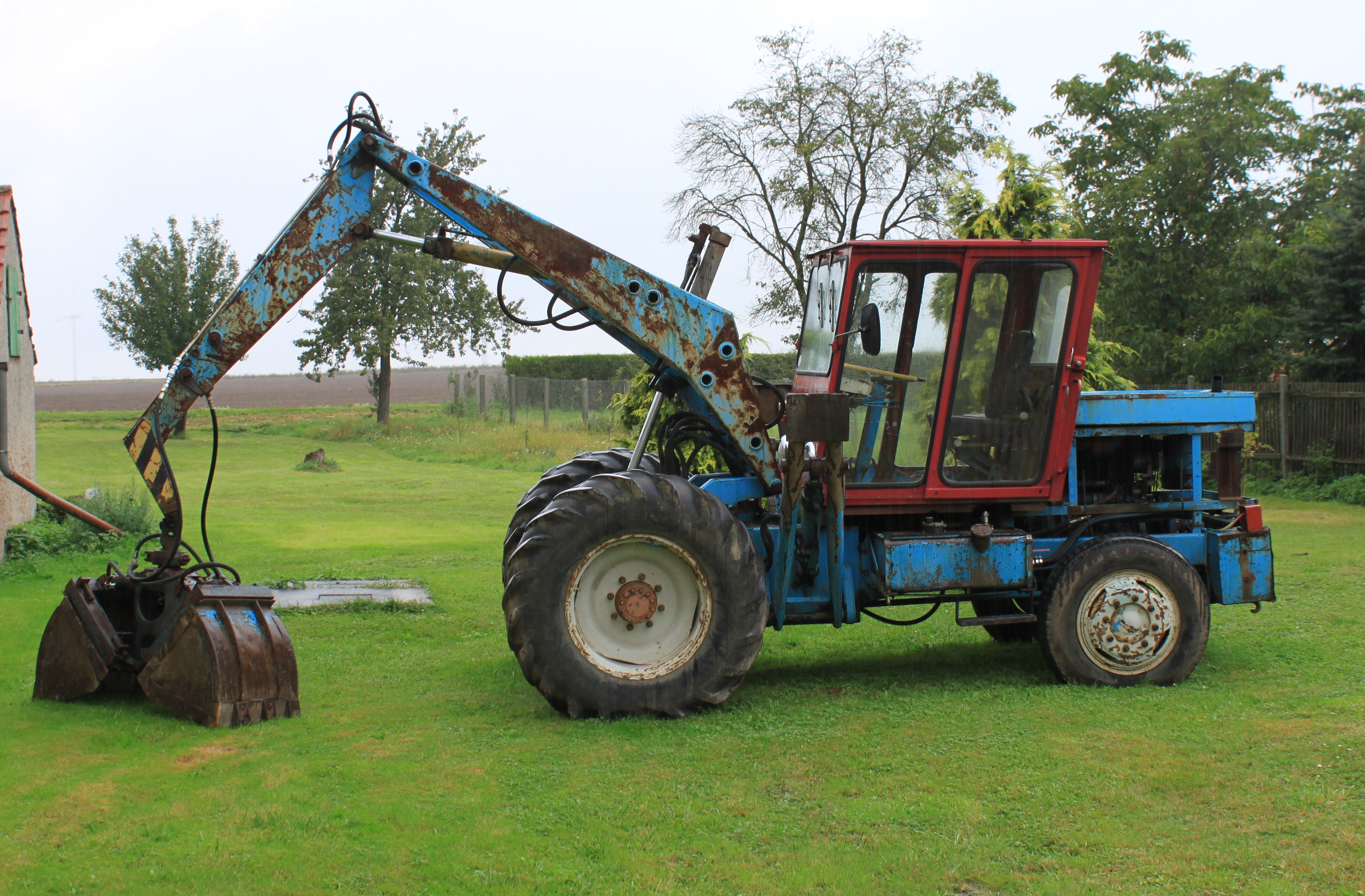
T 159
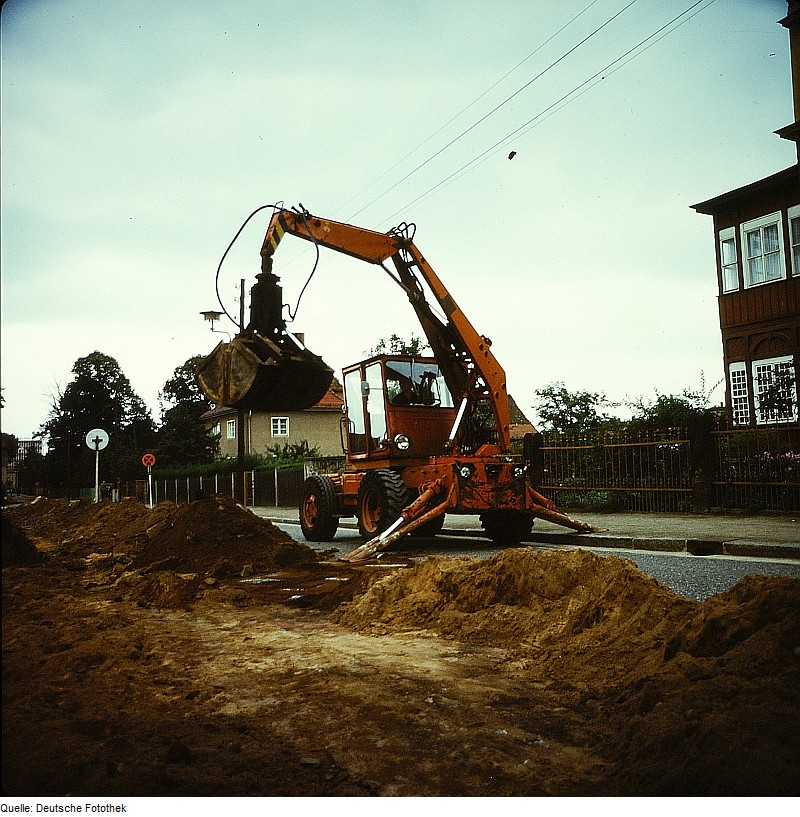
Weiterentwicklung, der rumänische TIH 445

In den ersten Nachkriegsjahren bildeten zunächst die Erzeugnisse der Firma Richter die Grundlage der Landmaschinenproduktion. Das waren Pflüge, Eggen, Drillmaschinen, Kartoffelroder, Heuwender, Grasmäher, Rübenschneider und kleine Dreschmaschinen.
Im Zeitraum 1948 bis 1953 war der Schwerpunkt Straßenbaumaschinen, zu denen Teeröfen, Tunnelöfen, Bauwinden, Gussasphalt-Motorkocher, Gegenstromschnellmischer und Lader gehörten.
Wichtige Erzeugnisse ab Mitte der 1950er Jahre waren Anbaugeräte für den Geräteträger RS09, darunter:
- Anbaurübenköpfschlitten E 730
- Anbaurübenroder E 423
- Anbauschleuderradroder E 655
- Schlepperanbaukran[2]

Ab Ende der 1950er Jahre wurden die hydraulischen Mobillader T 157 und ab 1970 der Nachfolger T 159 zum Haupterzeugnis. Die Lader der Baureihe T 157 basierten auf dem Antriebsaggregat des Geräteträgers RS09; der T 159 war eine Neuentwicklung auf Basis des Dieselmotors 2VD14;5 mit 34,5 PS Leistung, der ebenfalls im T 174 und Famulus verwendet wurde. 1972/1973 begann die Produktion der Baugruppen Kabine und Querfördereinrichtung für den Rübenrodelader KS 6, von denen bis 1989 etwa 55.000 Sätze das Werk verließen. In Verbindung damit wurde die Produktion der Lader in Döbeln eingestellt und im Rahmen der RGW-Verträge nach Rumänien verlagert (TIH 445). Ab 1983 erfolgte die Produktion der Fahrerhäuser für die Traktoren ZT 320/ZT 323.
Mit dem Werk Lommatzsch und den Betriebsteilen kamen folgende Erzeugnisse hinzu:
- Anbaudüngerstreuer D 028
- Mobile und stationäre Dämpfanlagen
- Maschinen und Ausrüstungen für die Aufbereitung von Kartoffeln und für die Fütterung